# Kesselburg (Oberschwaben)
Die Kesselburg ist eine abgegangene Höhenburg auf einer heute abgetragenen Bergecke 1250 Meter nördlich der Stadt Biberach im Landkreis Biberach in Baden-Württemberg.
Die im 7. Jahrhundert erbaute Burg wurde im 11. Jahrhundert aufgegeben und später durch Kiesabbau völlig zerstört. Von der nicht mehr genau lokalisierbaren Burganlage ist nichts erhalten.